# Річард Ешкрофт
Річард Ешкрофт (англ. Richard Ashcroft) (11 вересня, 1971 Віган, Англія) — британський співак, автор-виконавець, продюсер, композитор та гітарист.
Сьогодні Річард Ешкрофт — самостійна творча одиниця, на рахунку якої чотири сольні альбоми і лаври одного з найкращих сучасних композиторів Великої Британії. Але перше визнання прийшло до нього як до фронтмену галасливої британської поп-рок-групи The Verve. Ешкрофт ніколи спеціально не домагався слави, але в очах вразливою британської публіки він зайняв місце в одному ряду з такими ідолами рок-н-ролу, як Мік Джаггер і Джим Моррісон. Духовний спадкоємець цих культових персонажів, харизматичний, що зачаровує, як шаман, по-єзуїтськи непередбачуваний, він став втіленням рок-н-рольного куражу, мощі і магнетизму рок-музики.

## Дискографія
Соло-альбоми
- Alone with Everybody (2000)
- Human Conditions (2002)
- Keys to the World (2006)
- United Nations of Sound (2010)

The Verve
- A Storm in Heaven (1993)
- A Northern Soul (1995)
- Urban Hymns (1997)
- Forth (2008)